# 大光明电影院 (青岛)
36°4′48.4″N 120°21′03″E / 36.080111°N 120.35083°E
大光明电影院位于中国山东省青岛市市北区台东一路53号（原台东区辖地），建于1954-1955年。

## 历史
大光明电影院为青岛市工商联组织领导，股东100余人集资24万元兴建，1954年10月始建，1955年6月建成营业，建筑面积1500平方米，坐席1029个（楼上196个、楼下833个），以放映电影为主，为解放后青岛市新建的第一家电影院。1956年公私合营。文革期间曾改名“东方红电影院”。改革开放后逐步开设录像部、彩扩服务部、电子游戏室等副业。1989年更换了屋顶石棉瓦、座椅和放映设备。1992年后，经多次改造成为青岛市首家采用数字电影放映技术并通过国家认证的立体声影院。1990年代至2000年代以后，受电视机普及和附近新建的万达影院等新影院的冲击，大光明电影院逐渐萧条，2008年3月停止放映。2014年8月31日，停映多年的大光明电影院经改造后重新营业，一半保留电影放映功能，另一半改为KTV。

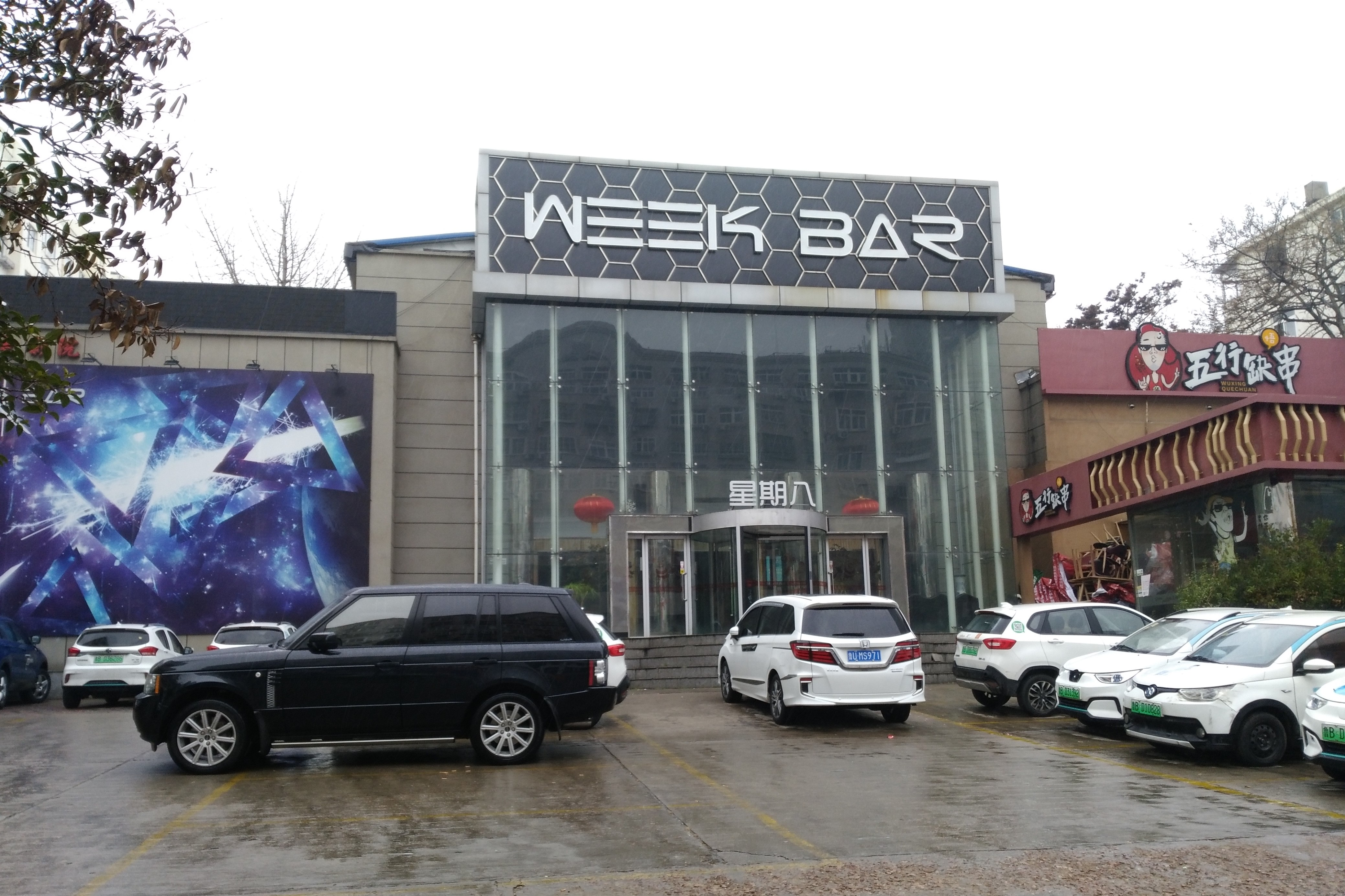
大光明电影院现况，2019年12月